# Luke Allen-Gale
Luke Allen-Gale es un actor inglés nacido el 6 de noviembre de 1984 en Londres, Inglaterra. Es conocido por haber interpretado a Daniel Springer en la serie de televisión Monroe y por interpretar a William Whele en Dominion.

## Biografía
Estudió actuación en el Drama Centre London. Antes de graduarse, obtuvo su primer papel en la serie de televisión Wallander, protagonizada por Kenneth Branagh.

### Carrera
Tras su debut en televisión, participó en la aclamada miniserie The Promise de Peter Kosminsky, así como en diversas series, tales como Midsomer Murders, Death in Paradise y Ripper Street.
En 2011 obtuvo el papel de Daniel Springer en Monroe protagonizada por James Nesbit, Sarah Parish y Tom Riley. Fue conocido internacionalmente al interpretar a Fredirigo en la serie de Showtime The Borgias.
Debutó en teatro con la obra The American Plan, de Richard Greenberg en el Teatro St. James. También actuó en Hours 'til Autumn en el Tristan Bates Theatre. Así mismo debutó en cine con la película Capitán América: el primer vengador.
En septiembre de 2013, Allen-Gale fue elegido para interpretar a William Whele en la serie de SyFy Dominion.

## Filmografía
| Cine       | Cine                                       | Cine               | Cine                  |
| Año        | Película                                   | Rol                | Notas                 |
| ---------- | ------------------------------------------ | ------------------ | --------------------- |
| 2009       | Undead Union: The Making of                | Michael Wolfe      | Cortometraje          |
| 2009       | Rocky's Bike                               | Craig              | Cortometraje          |
| 2010       | Kari-gurashi no Arietti                    | Spiller            | Voz (para Inglaterra) |
| 2011       | The Babysitter                             | Novio              | Cortometraje          |
| 2011       | Capitán América: el primer vengador        | Army Heckler       |                       |
| 2011       | Candy                                      | Iggy               | Cortometraje          |
| Televisión |                                            |                    |                       |
| Año        | Título                                     | Rol                | Notas                 |
| 2008       | Wallander                                  | Robert Modin       | 1 episodio            |
| 2009       | Kröd Mändoon and the Flaming Sword of Fire | Lord Roderick      | 1 episodio            |
| 2011       | The Promise                                | Cabo Jackie Clough | Miniserie             |
| 2011       | Midsomer Murders                           | Dave Doggy Day     | 1 episodio            |
| 2011       | Death in Paradise                          | Adam Fairs         | 1 episodio            |
| 2011-2012  | Monroe                                     | Daniel Springer    | 12 episodios          |
| 2013       | Ripper Street                              | Ezekiel Bruton     | 1 episodio            |
| 2013       | Endeavour                                  | Derek Clark        | 1 episodio            |
| 2013       | The Borgias                                | Fredirigo          | 3 episodios           |
| 2014-2015  | Dominion                                   | William Whele      | Elenco principal      |